# Özgür Çek
Özgür Çek (* 3. Januar 1991 in Erbaa, Provinz Tokat) ist ein türkischer Fußballspieler.

## Karriere

### Verein
Er durchlief die Jugendvereine von Harb-İş SK, Pendikspor und Fenerbahçe Istanbul. Er gehörte am Anfang der Saison 2009/10 zum Profikader von Fenerbahçe Istanbul, wurde aber noch in der Sommertransferperiode an Ankaraspor verkauft. Sein Profidebüt gab Çek am 23. August 2009 für Ankaraspor gegen Gaziantepspor.
Am 6. Januar 2012 gab Fenerbahçe die Wiederverpflichtung Çeks bekannt. Sein Debüt für die Profimannschaft von Fenerbahçe gab er am 9. Januar 2012 in der 90. Minute gegen Gaziantepspor. Bereits nach einer halben Spielzeit verließ Çek Fenerbahçe und wechselte zum Ligakonkurrenten Eskişehirspor.
Die Rückrunde der Saison 2015/16 verbrachte er beim Zweitligisten Alanyaspor. Mit diesem Verein beendete er die Saison als Play-off-Sieger und stieg dadurch in die Süper Lig auf. Am Saisonende zog er zum Erstligisten Çaykur Rizespor weiter. Nach 39 Einsätzen und sechs Toren für Çaykur Rizespor, wechselte Çek im Jahr 2018 zu Kasımpaşa Istanbul.
In der Winterpause 2019/20 wechselte er zum ägäischen Fußballverein Denizlispor. 2021 ging er zum Manisa FK.

### Nationalmannschaft
Çek durchlief ab der türkischen U-16-Nationalmannschaft alle Jugendnationalmannschaft seines Landes. Mit der türkischen U-17 nahm er an der U-17-Fußball-Europameisterschaft 2008 teil und erreichte mit seiner Mannschaft das Halbfinale. Im Halbfinale schied man nach Elfmeterschießen gegen U-17 Frankreichs aus.
Mit der türkische U-21-Nationalmannschaft nahm er an den Mittelmeerspielen 2009 teil und erreichte hier den 6. Platz.
Im September 2012 wurde er zum ersten Mal in den Kader der zweiten Auswahl der türkische Nationalmannschaft, der türkischen A2-Nationalmannschaft, berufen und machte sein A2-Länderspieldepüt am 9. September 2012 im Freundschaftsspiel gegen die russische A2-Nationalmannschaft.

## Erfolge
Mit Fenerbahçe Istanbul
- Türkischer Pokalsieger: 2011/12

Mit Alanyaspor
- Play-off-Sieger der TFF 1. Lig und Aufstieg in die Süper Lig: 2015/16

Türkische U-17-Nationalmannschaft
- Halbfinalist der U-17-Fußball-Europameisterschaft:  2008

Türkische U-21-Nationalmannschaft
- 6. Platz der Halbfinalist Mittelmeerspiele: 2009

Türkische A2-Nationalmannschaft
- International Challenge Trophy: 2011/12